# Расселл, Альфред Фрэнсис
Альфред Фрэнсис Расселл (англ. Alfred Francis Russell; 1817, Кентукки, США — 4 апреля 1884) — либерийский политик, десятый президент Либерии, с 20 января 1883 по 7 января 1884 года.

## Биография
Альфред родился в 1817 году в американском штате Кентукки. И хотя его мать Милли была негритянкой только на 1/8, а его отец был белым, он с матерью считались чёрными по меркам того времени и были рабами. Когда ему было пятнадцать лет, он и его семья (у него ещё было четыре брата и сестры) освободились от рабства, и отправились в Либерию. С 1837 года он начал работать миссионером при методистской церкви. За последующие семнадцать лет он проработал на различных постах в Либерии. У Альфреда Фрэнсиса Расселла была своя ферма в графстве Монтсеррадо, недалеко от реки Святого Павла. В поддержку культивирования кофе, Альфред Расселл к 1852 году вырастил у себя на ферме более 8000 кофейных деревьев, а позже он стал одним из основных производителем сахарного тростника.
На протяжении 1850-х годов, Альфред Расселл представлял в сенате Либерии интересы графства Монтсеррадо. Он запомнился как ярый проповедник протестантской епископальной церкви. В 1881 году, в результате президентских выборов, президентом становится Энтони Уильям Гардинер, в команду которого входил Альфред Фрэнсис Расселл. Он был избран вице-президентом Республики, а 20 января 1883 года из-за ухудшения здоровья в отставку уходит президент Гардинер, и Альфред Расселл становится президентом Республики.
Однако, обвинённый в сдаче Британии Либерийской территории (Галлинас) в 1883 году, Альфред Расселл не был утверждён кандидатом в президенты Республики на следующих президентских выборах 1885 года и 7 января 1884 года он был вынужден покинуть свой пост, а спустя несколько месяцев он умер.